# شپرندلینگن-گنزینگن
شپرندلینگن-گنزینگن (به آلمانی: Verbandsgemeinde Sprendlingen-Gensingen) یک منطقهٔ مسکونی در آلمان است که در ماینتس-بینگن واقع شده‌است. شپرندلینگن-گنزینگن ۱۳٬۸۳۵ نفر جمعیت دارد.